# Kováň
Kováň (en allemand : Kowan) est une commune du district de Mladá Boleslav, dans la région de Bohême-Centrale, en République tchèque. Sa population s'élevait à 143 habitants en 2020.

## Géographie
Kováň se trouve à 9 km à l'ouest-nord-ouest de Mladá Boleslav et à 45 km au nord-est de Prague.
La commune est limitée par Sudoměř et Katusice au nord, par Krásná Ves à l'est, par Niměřice au sud, et par Kovanec et Skalsko à l'ouest.

## Histoire
La première mention écrite de la localité date de 1219.

## Transports
Par la route, Kováň se trouve à 13,5 km de Mladá Boleslav et à 60 km du centre de Prague.